# Хаверфордуэст
Хаверфордуэ́ст (англ. Haverfordwest, валл. Hwlffordd) — город в Великобритании.

## География
Город Хаверфордуэст находится в юго-западной части Уэльса, на реке Кледай, в 150 километрах на северо-запад от столицы Уэльса, Кардиффа. Административный центр графства Пембрукшир. Численность населения в городе составляет 10 808 человек (2001). Имеется аэропорт, крупный железнодорожный узел.

## История
В 1110 году на месте нынешнего города нормандскими завоевателями была построена крепость (фламандским аристократом Танкредом). В Средневековье замок Хаверфордуэст обеспечивал защиту торговых путей в Ирландию и давал защиту осевшим здесь английским и фламандским колонистам. Хаверфордуэст был главным городом английской сотни Рузе (Roose) на территории Уэльса (части Little England beyond Wales). В XII — первой половине XIV столетия Хаверфордуэст, получив городские и торговые права, быстро развивался, численность населения росла. Однако в 1348 году город был опустошён эпидемией чумы. В 1405 он был захвачен и сожжён отрядами Оуайна Глиндура. В результате к концу XVII столетия число жителей Хаверфордуэста было меньше, чем в 1300 году.
В апреле 1479 года Хаверфордуэст получил от Эдуарда V, тогда ещё принца Уэльского, права, привилегии и звание «корпоративного графства» (в целях мобилизации сил для борьбы с пиратами). Город сохранял этот «титул» — крайне редкий для английских городов — вплоть до 1974 года. Во время Гражданской войны в Англии в XVII столетии горожане поддерживали Парламент, а аристократические фамилии, имевшие владения в окрестностях Хаверфордуэста — короля. В результате город за время военных действий 5 раз менял политическую ориентацию.

## Галерея

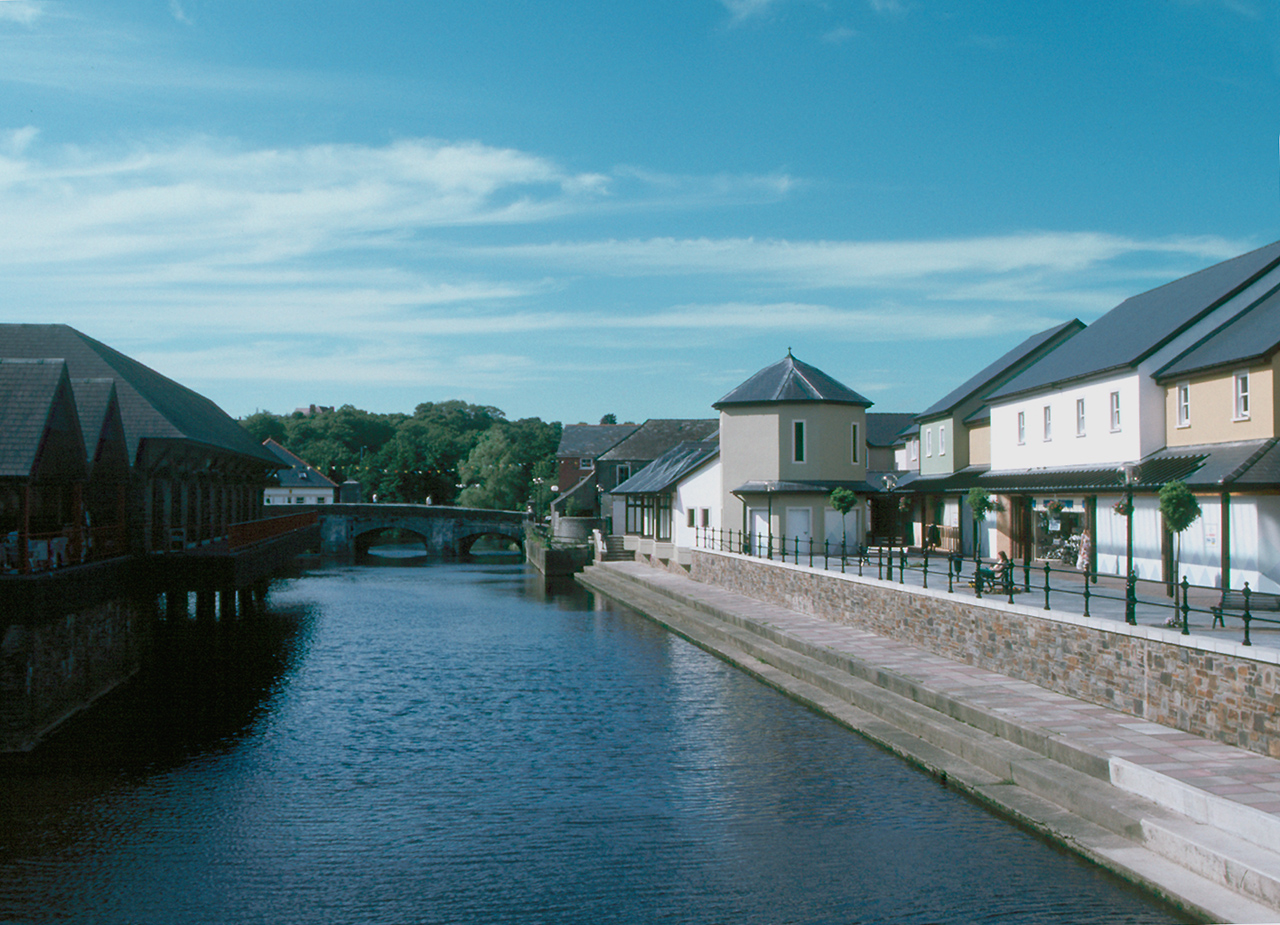
Гавань Хаверфордуэста и Старый мост
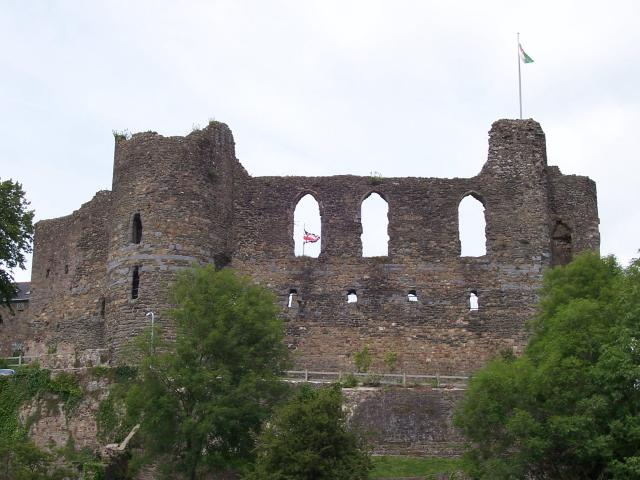
Замок Хаверфордуэст
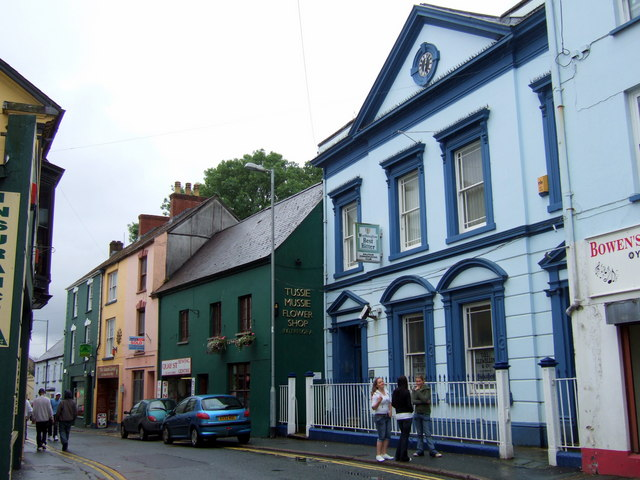
Ки-стрит